# Liñares
Liñares est une localité de la commune espagnole (municipio) de Pedrafita do Cebreiro, dans la comarque de Os Ancares, province de Lugo, communauté autonome de Galice, au nord-ouest de l'Espagne.
Cette localité est une halte sur le Camino francés du Pèlerinage de Saint-Jacques-de-Compostelle.

## Géographie

### Localités ou sites voisins
| Nord-ouest Hospital da Condesa (municipio de Pedrafita do Cebreiro) | Nord Route LU-4503 vers Barxamaior (gl) et Foxos (municipio de Pedrafita do Cebreiro) | Nord-est O Cebreiro (municipio de Pedrafita do Cebreiro)                |
| Ouest Teixeira (gl) (municipio de Folgoso do Courel)                |                                                                                       | Est La Cernada et La Laguna de Castilla (municipio de Vega de Valcarce) |
| Sud-ouest Seixo et Pacios (municipio de Pedrafita do Cebreiro)      | Sud Veiga de Forcas et Rabaceira (municipio de Pedrafita do Cebreiro)                 | Sud-est Celeiro (municipio de Vega de Valcarce)                         |

## Patrimoine et culture

### Pèlerinage de Compostelle

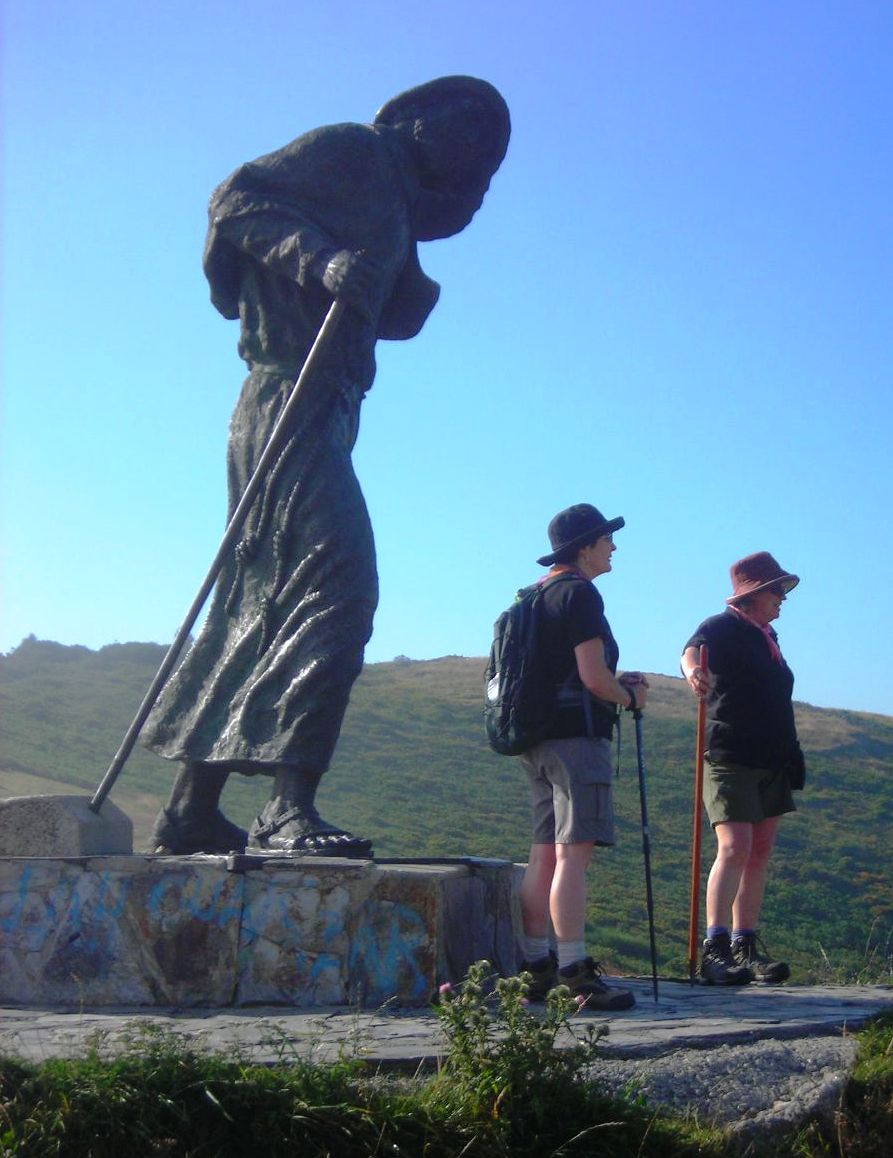
Pèlerins et statue de Saint Roch, près de Liñares.

Sur le Camino francés du Pèlerinage de Saint-Jacques-de-Compostelle, on vient de O Cebreiro, dans le municipio de Pedrafita do Cebreiro.
La prochaine localité traversée est Hospital da Condesa, toujours dans le municipio de Pedrafita do Cebreiro.